# Ark (musikalbum av The Animals)
Ark är ett musikalbum av The Animals, utgivet 1983 av skivbolaget I.R.S. Records. Albumet återutgavs 2002 som CD av skivbolaget Castle Records. CD-utgåvan innehåller ett bonusspår, "No John No" av Alan Price.

## Låtlista
Sida 1
1. "Loose Change" (Steve Grant) – 3:01
2. "Love Is for All Time" (Eric Burdon/Danny Everitt/Terry Wilson) – 4:23
3. "My Favourite Enemy" (Steve Grant) – 3:46
4. "Prisoner of the Light" (Burdon/Raskin/Sterling) – 4:09
5. "Being There" (Gemwells) – 3:29
6. "Hard Times" (Burdon/Sterling) – 2:55

Sida 2
1. "The Night" (Burdon/Evans/Sterling) – 3:55
2. "Trying to Get You" (Rose Marie McCoy/Charlie Singleton) – 4:16
3. "Just Can't Get Enough" (Burdon/Sterling) – 3:54
4. "Melt Down" (Everitt/Wilson) – 3:08
5. "Gotta Get Back to You" (Everitt/Wilson) – 2:42
6. "Crystal Nights" (Anthony/Burdon/Lewis:Sterling) – 4:12

## Medverkande
Musiker (The Animals)
- Eric Burdon – sång
- Hilton Valentine – gitarr
- Alan Price – keyboard, bakgrundssång
- Chas Chandler – basgitarr, bakgrundssång
- John Steel – trummor

Bidragande musiker
- Zoot Money – keyboard
- Steve Grant – gitarr, synthesizer, bakgrundssång
- Steve Gregory – tenorsaxofon, baritonsaxofon
- Nippy Noya – percussion

Produktion
- The Animals – musikproducent
- Steve Lipsom – misikproducent, ljudtekniker
- Nic Rudrum – ljudtekniker
- Jim Newport, Eric Burdon – omslagsdesign
- Paul S. Power – omslagskonst